# Dominik Livaković
Dominik Livaković (Zadar, 9. siječnja 1995.) je hrvatski nogometni reprezentativac i vratar Fenerbahçea.

## Klupska karijera
Rođeni Zadranin karijeru je počeo braneći za klub iz svoga rodnog grada. U sezoni 2012./13. prelazi u NK Zagreb. Za NK Zagreb debitirao je u sezoni 2012./13. gdje je pokazao svoj talent. U četiri sezone skupio je 104 nastupa za svoj klub koji su mu omogućili transfer u Dinamo Zagreb.
Odlaskom Eduarda Carvalha, Livaković je postao prvi vratar zagrebačkog kluba. Debitirao je 2. listopada 2016. godine na derbiju protiv splitskog Hajduka. Svoj prvi nastup u Ligi prvaka upisao je 18. listopada 2016. na Maksimiru u minimalnom porazu (1:0) protiv španjolske Seville.
Nakon izvrsne predstave s Hrvatskom na SP-u u Kataru, godine 2023. Livaković je ušao među deset vratara nominiranih u izboru za najboljeg vratara godine, odnosno za trofej Lav Jašin, nazvan po čuvenom ruskom vrataru Lavu Jašinu. Time je Livaković postao prvim hrvatskim vratarom kome je to pošlo za rukom.

## Reprezentativna karijera
Prvi poziv za reprezentaciju dobio je pod vodstvom izbornika Ante Čačića za prijateljsku utakmicu protiv Moldavije. Bio je i na širem popisu za Euro, ali na njega nije bio konačno pozvan. Prvi nastup za A selekciju upisao je na China Cupu protiv reprezentacije Čilea. Također je bio jedan od tri vratara na svjetskom nogometnom prvenstvu u Rusiji 2018. godine, no završio je kao jedini igrač za reprezentaciju koji nije upisao niti jedan nastup na utakmici svjetskog prvenstva.
Svoj službeni debitantski nastup zabilježio je na utakmici protiv reprezentacije Engleske u sklopu Lige nacija, 12. listopada 2018. godine na Rujevici u Rijeci. Prvi nastup na velikom natjecanju upisao je na Europskom prvenstvu 2020. godine u porazu (1:0) protiv Engleske.
Dana 9. studenoga 2022. izbornik Zlatko Dalić uvrstio je Livakovića na popis igrača za Svjetsko prvenstvo 2022. U utakmici osmine finala odigrane 5. prosinca 2022. protiv Japana koji je izgubio 1:3 na penale budući da je reguralni dio utakmice završio rezultatom 1:1, Livaković je imenovan igračem utakmice nakon što je obranio tri penala tijekom izvođenja penala. Time je postao treći igrač u povijesti Svjetskog prvenstva koji je tri puta obranio penal na jednoj utakmici, nakon Portugalca Ricarda 2006. protiv Engleske i Danijela Subašića 2018. protiv Danske. Četvrtfinalna utakmica protiv Brazila također je završila 1:1 u regularnom dijelu te je Hrvatska pobijedila Brazil raspucavanjem s bijele točke (4:2). Livaković je obranio jedan penal te je ostvario šest obrana na utakmici. Francuski L'Équipe dao je Livakoviću ocjenu 10/10 te je time Livaković postao 15. igrač u povijesti kojeg je L'Équipe ocijenio nastup s desetkom.

## Priznanja

### Individualna
- 2018.: Nagrada Grada Zadra, za izvanredne uspjehe u području športa i zasluge u promicanju ugleda grada Zadra.[14]
- 2018.: Odlukom Predsjednice Republike Hrvatske Kolinde Grabar-Kitarović odlikovan je Redom kneza Branimira s ogrlicom, za izniman, povijesni uspjeh hrvatske nogometne reprezentacije, osvjedočenu srčanost i požrtvovnost kojima su dokazali svoje najveće profesionalne i osobne kvalitete, vrativši vjeru u uspjeh, optimizam i pobjednički duh, ispunivši ponosom sve hrvatske navijače diljem svijeta ujedinjene u radosti pobjeda, te za iskazano zajedništvo i domoljubni ponos u promociji sporta i međunarodnog ugleda Republike Hrvatske, te osvajanju 2. mjesta na 21. Svjetskom nogometnom prvenstvu u Ruskoj Federaciji.[15]
- Član momčadi sezone UEFA Europske lige: 2020./21.[16]
- 2024. Odlukom predsjednik Republike Hrvatske Zorana Milanovića odlikovan je Poveljom Republike Hrvatske: "Za izniman uspjeh hrvatske nogometne reprezentacije, doprinos sportu i međunarodnom ugledu Republike Hrvatske te osvajanju 3. mjesta na 22. Svjetskom nogometnom prvenstvu u Državi Katru" [17]

### Klupska
Dinamo Zagreb
- Prvak Hrvatske (7): 2017./18., 2018./19., 2019./20., 2020./21., 2021./22., 2022./23., 2023./24.
- Hrvatski nogometni kup (2): 2017./18., 2020./21.
- Hrvatski nogometni superkup (3): 2019., 2022., 2023.

Zagreb
- 2. HNL (1): 2013./14.

### Reprezentativna
- Svjetsko prvenstvo: 2018. (2. mjesto),[18] 2022. (3. mjesto)[19]
- UEFA Liga nacija (2. mjesto): 2022./23.

## Vanjske poveznice
- Profil, Dinamo Zagreb
- Profil, Hrvatski nogometni savez
- Profil, Soccerway (engl.)
- Profil, Transfermarkt (engl.)